# Duewag GT8N
Duewag GT8N (pol. pot. Helmut, Żabka) – typ częściowo niskopodłogowego tramwaju powstały w wyniku przebudowy GT6 w latach 1991–1992. Powstały 23 egzemplarze tej serii.

## Historia
Pod koniec lat 80. XX wieku przedsiębiorstwo Mannheimer Verkehrsgesellschaft szukało sposobów na usprawnienie transportu tramwajowego w związku z rosnącymi potrzebami przewozowymi. Początkowym pomysłem było zbudowanie pojazdu ośmioosiowego na bazie dwóch sześcioosiowych, odcinając w jednym pojeździe tył, a w drugim przód w celu połączenia w miejscu rozdzielenia. Pomysł ten porzucono wraz z wzrostem roli pojazdów niskopodłogowych w efekcie czego podjęto decyzję o przebudowie GT6 do wersji z dodatkowym niskopodłogowym członem. W latach 1991–1992 przebudowano 23 dwuczłonowe wagony GT6, dostarczone w latach 1961–1964, na częściowo niskopodłogowe tramwaje oznaczone GT8N. 
Przebudowa polegała na wstawieniu pomiędzy dotychczasowe człony niskopodłogowego członu środkowego długości 6570 mm, wyprodukowanego przez Duewag, przy użyciu dodatkowego wózka tocznego i przegubu ze skasowanych wagonów GT6. Środkowy moduł jest osadzony na typowych wózkach Jakobsa, umieszczonych pod przegubami, posiada centralne drzwi harmonijkowe i łączy się z pozostałymi członami trójstopniowymi schodami. Długość tramwaju wynosi 25 665 mm, natomiast niska podłoga, o wysokości 350 mm, zajmuje długość 3500 mm (ok. 14% długości pojazdu). Z powodów finansowych nie przeprowadzono dalej idącej modernizacji wnętrza ani napędu. Wagon ma 56 miejsc siedzących i 91 stojących. Tramwaje GT8N otrzymały nowe numery 501 – 523 i biało-zielone barwy operatora z Mannheimu. Od 2004 roku rozpoczęto wycofywanie wagonów z eksploatacji, zastępowanych przez nowsze pojazdy. W 2009 roku w Mannheimie eksploatowano sześć tramwajów GT8N. W 2011 roku cztery tramwaje sprzedano do Gothy, a kolejne dwie tam trafiły w 2019 roku z którym jeden egzemplarz o numerze 516 w marcu 2022 roku powrócił do Mannheimu, gdzie ponownie kursuje od 2023 roku.

### Gotha

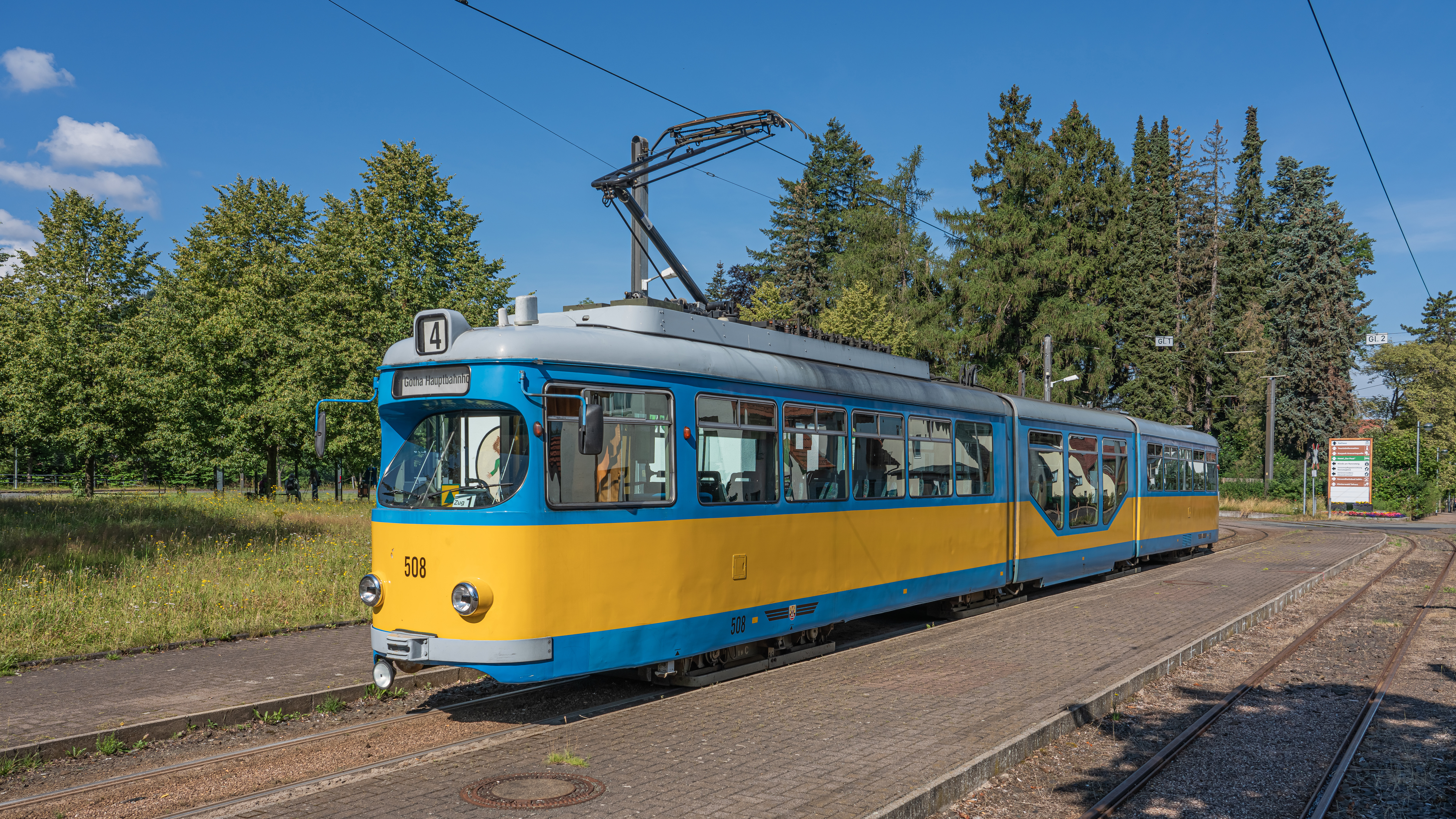
GT8N należący do Thüringerwaldbahn und Straßenbahn Gotha

W 2011 roku przedsiębiorstwo Thüringerwaldbahn und Straßenbahn Gotha obsługujące sieć tramwajową w Gocie zakupiło cztery egzemplarze GT8N z Mannheimu o numerach 505, 508, 521 i 522, które do eksploatacji weszły pod koniec 2012 roku. Pojazd o numerze bocznym 522 był pierwszym tramwajem tej serii w ruchu w Gocie oraz pierwszym egzemplarzem, który został skasowany w 2018 roku po wypadku z 2016 roku. W 2019 roku do Gothy z Mannheimu trafiły dwa egzemplarze o numerach 516 i 518 z których ten drugi służył jako źródło części zamiennych zostając wkrótce zezłomowanym. W marcu 2022 roku tramwaj GT8N o numerze 516 powrócił do Mannheimu.
Po wprowadzeniu do eksploatacji tramwajów serii Be 4/8 zakupionych w szwajcarskiej Bazylei eksploatacja GT8N zmalała i w regularnym ruchu liniowym pod koniec 2024 roku znajdował się jeden egzemplarz.

### Helsinki
W latach 2007–2009 przedsiębiorstwo HKL z Helsinek zakupiło sześć tramwajów GT8N z Mannheim o numerach 503, 507, 510, 517, 519, 523. Jeden z pojazdów przebudowano na tramwaj imprezowy, który w 2018 roku sprzedano do Łodzi. W latach 2014–2015 cztery wycofane z eksploatacji tramwaje GT8N sprzedano do Łodzi.

### Łódź

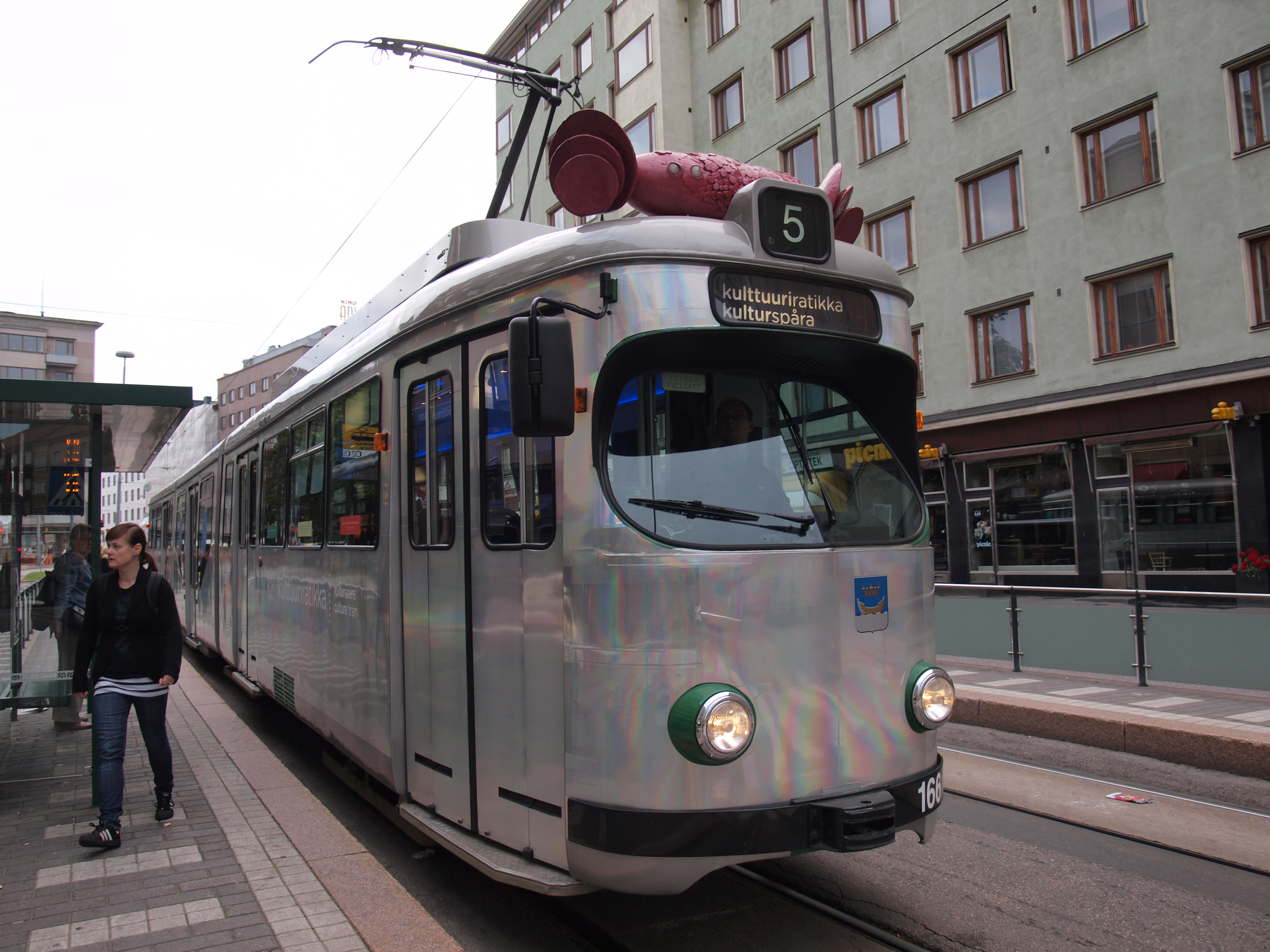
GT8N jako tramwaj imprezowy w Helsinkach; od 2018 r. w Łodzi

W 2007 roku sześć tramwajów z Mannheimu zakupiła Międzygminna Komunikacja Tramwajowa (numery: 506, 509, 511, 513, 514, 515) do obsługi linii podmiejskich z Łodzi. Z racji oryginalnego malowania na kolor zielono-biały i dwóch świateł z przodu, w Łodzi zyskały przezwisko żaba. Wszystkie wagony stacjonowały na zajezdni Helenówek, przez pewien czas (od 6 lipca) z uwagi na budowę Łódzkiego Tramwaju Regionalnego. Dwa pierwsze sprowadzone składy GT8N gościnnie garażowały w zajezdni MPK Łódź przy ulicy Telefonicznej.
W 2012 roku po likwidacji Międzygminnej Komunikacji Tramwajowej wszystkie pojazdy przedsiębiorstwa łącznie z GT8N zostały przejęte przez MPK Łódź. W latach 2014–2015 zakupiono dodatkowe cztery GT8N z Helsinek.
W 2018 roku z Helsinek zakupiono jeszcze jeden tramwaj imprezowy, o numerze 166, który służy tym samym celom w Łodzi.
W związku z zakończeniem dostaw LF 06 AC podjęto decyzję o wycofaniu tej serii z ruchu. Eksploatację wagonów GT8N zakończono 3 listopada 2023 roku.
Tramwaj o numerze 1512 został zakupiony przez Klub Miłośników Starych Tramwajów w Łodzi na cele muzealne.